# Monte Vesubio

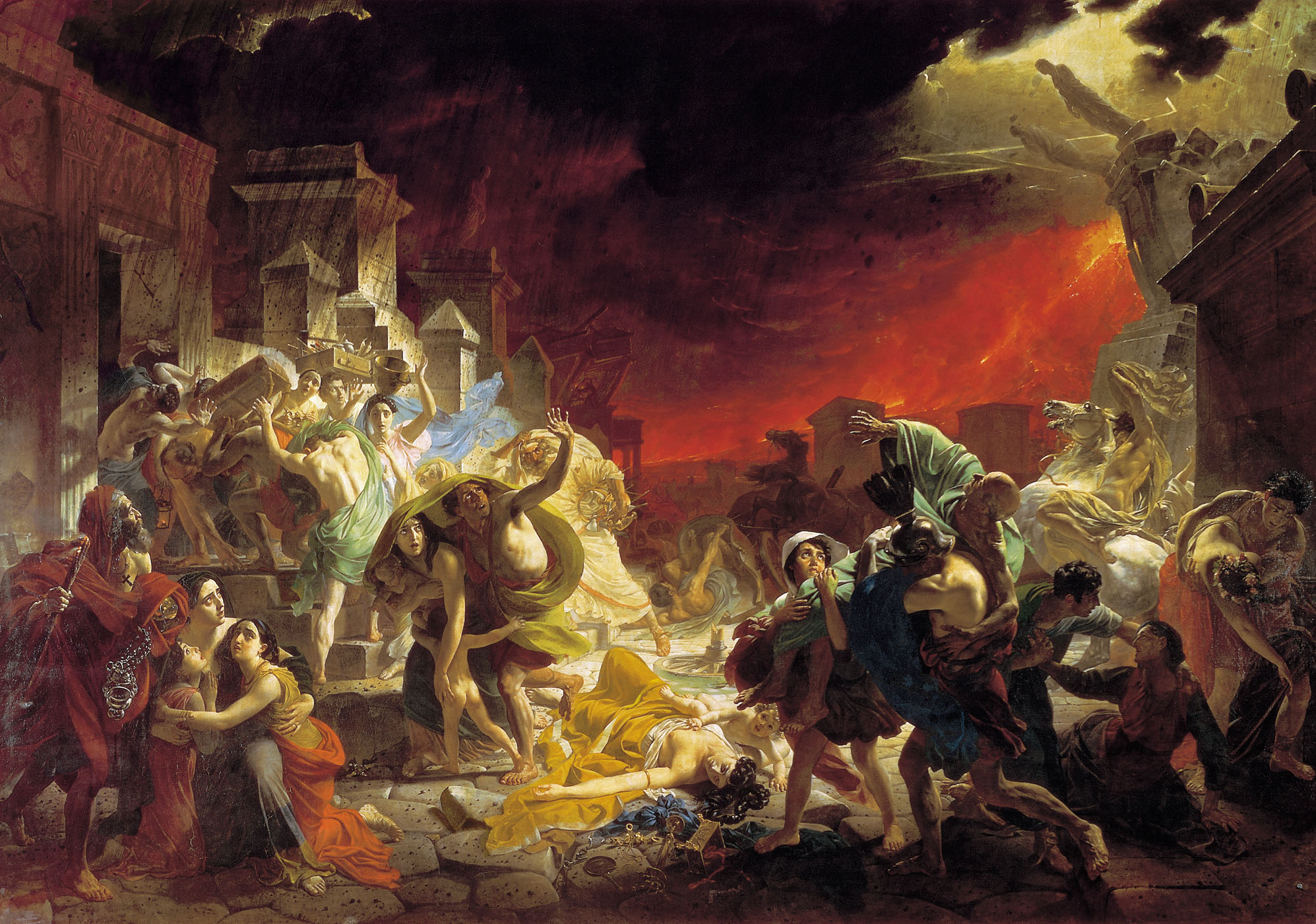
El último día de Pompeya, obra realizada por Karl Briulov entre 1830 y 1833. Óleo sobre tela de 456.5 x 651 cm. exhibido en el Museo Estatal de San Petersburgo, Rusia.

El monte Vesubio (italiano: Monte Vesuvio; latín: Mons Vesuvius) es un volcán activo del tipo estratovolcán situado frente a la bahía de Nápoles y a unos 9 km de distancia de la ciudad de Nápoles. Se encuentra en la ciudad metropolitana de Nápoles, perteneciente a la región italiana de la Campania. Tiene una altura máxima de 1281 m s. n. m. y se alza al sur de la cadena principal de los Apeninos.
Es famoso por su erupción en el año 79 d. C., que tradicionalmente se ha datado en la noche del 24 de agosto, aunque distintos estudios y hallazgos arqueológicos han probado que debió acontecer en otoño o invierno, en concreto el 24 de octubre. En dicha erupción fueron sepultados varios núcleos urbanos, entre ellos las ciudades de Pompeya y parte de Herculano. Tras aquel episodio, el volcán ha entrado en erupción en numerosas ocasiones. Está considerado como uno de los volcanes más peligrosos del mundo, ya que en sus alrededores viven unas tres millones de personas y varias de sus erupciones han sido violentas; se trata de la zona volcánica más densamente poblada del mundo. Además, es el único volcán situado en la parte continental de Europa que ha sufrido una erupción en el siglo XX. Los otros dos volcanes italianos que han entrado en erupción en las últimas centurias se encuentran en islas: el Etna en Sicilia y el Estrómboli en las islas Eolias.
La última erupción del Vesubio tuvo lugar en 1944, destruyendo buena parte de la ciudad de San Sebastiano.
Los griegos y los romanos consideraban que se trataba de un lugar sagrado dedicado al héroe y semidiós Heracles/Hércules, del cual tomó el nombre la ciudad de Herculano, situada en la base del monte. El Vesubio fue designado como uno de los 16 Volcanes de la Década, es decir, como uno de los volcanes más peligrosos del mundo.

## Etimología

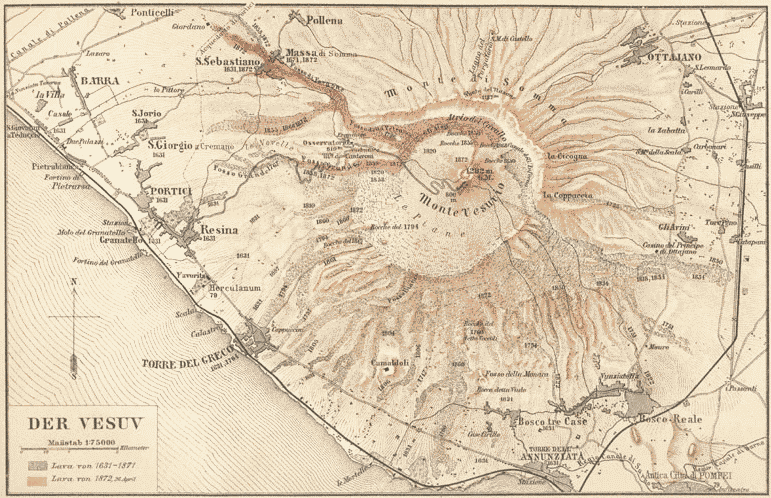
Mapa histórico del Vesubio.

Vesuvius era el nombre del volcán, usado frecuentemente por los escritores de finales de la República romana. Sus formas colaterales eran Vesaevus, Vesevus, Vesbius y Vesvius. Los antiguos griegos, lo escribían Οὐεσούιον o Οὐεσούιος, han ofrecido desde entonces una etimología. Pueblos de diferentes etnias e idiomas ocuparon Campania en la Edad del Hierro romana; la etimología depende en gran medida de la presunción de la lengua que se hablaba allí en aquel momento. Nápoles era un asentamiento griego cuyo nombre, Nea-polis «ciudad nueva», lo testimonia. Los latinos también compitieron por la ocupación de la Campania. Asentamientos etruscos se encontraban en las cercanías. Dicen varios autores antiguos que otros pueblos de procedencia desconocida estuvieron allí en algún momento.
En el supuesto de que el idioma fuera griego, el Vesubio podría ser una latinización del prefijo negativo ὔ (ve), cuya raíz procede o está relacionada con la palabra griega σβέννυμι = «Yo apago, sofoco (el fuego)», en el sentido de «inapagable». Podría derivar de ἕω, lanzar, y βίη "violencia," "lanzar, arrojar con violencia," *vesbia, aprovechando su forma colateral.
Otras teorías sobre su origen son:
- De la raíz protoindoeuropea, *eus- < *ewes- < *(a)wes-, «brillar», en el sentido de «el que da más luz, más ilumina», a través del latín o del osco.[7]
- De la raíz protoindoeuropea *ves- que significa «montaña».[8][9]
- De la raíz indoeuropea *wes = "chimenea" (compárese con e.g. Vesta)

## Descripción física

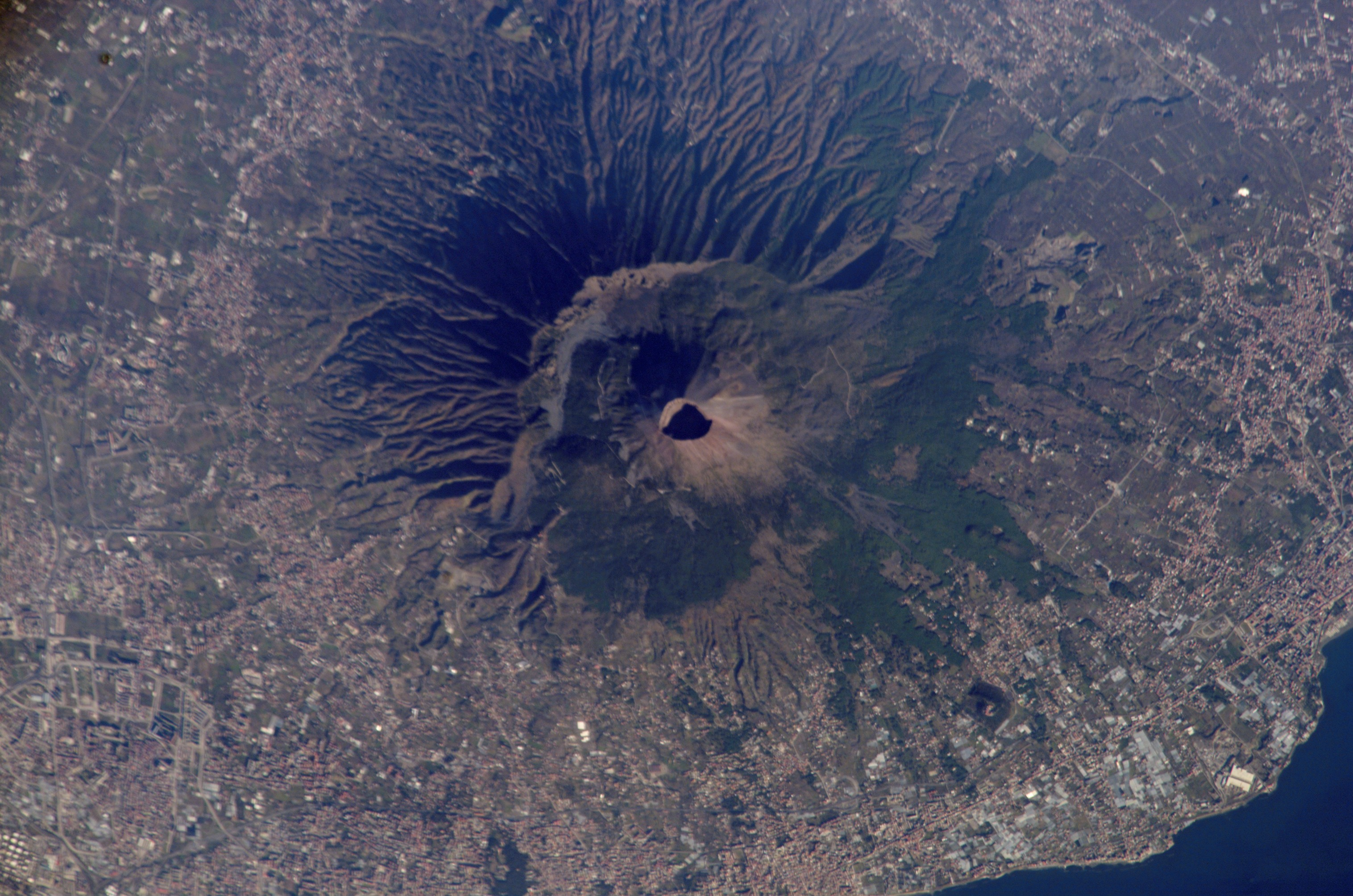
Monte Vesubio desde satélite.

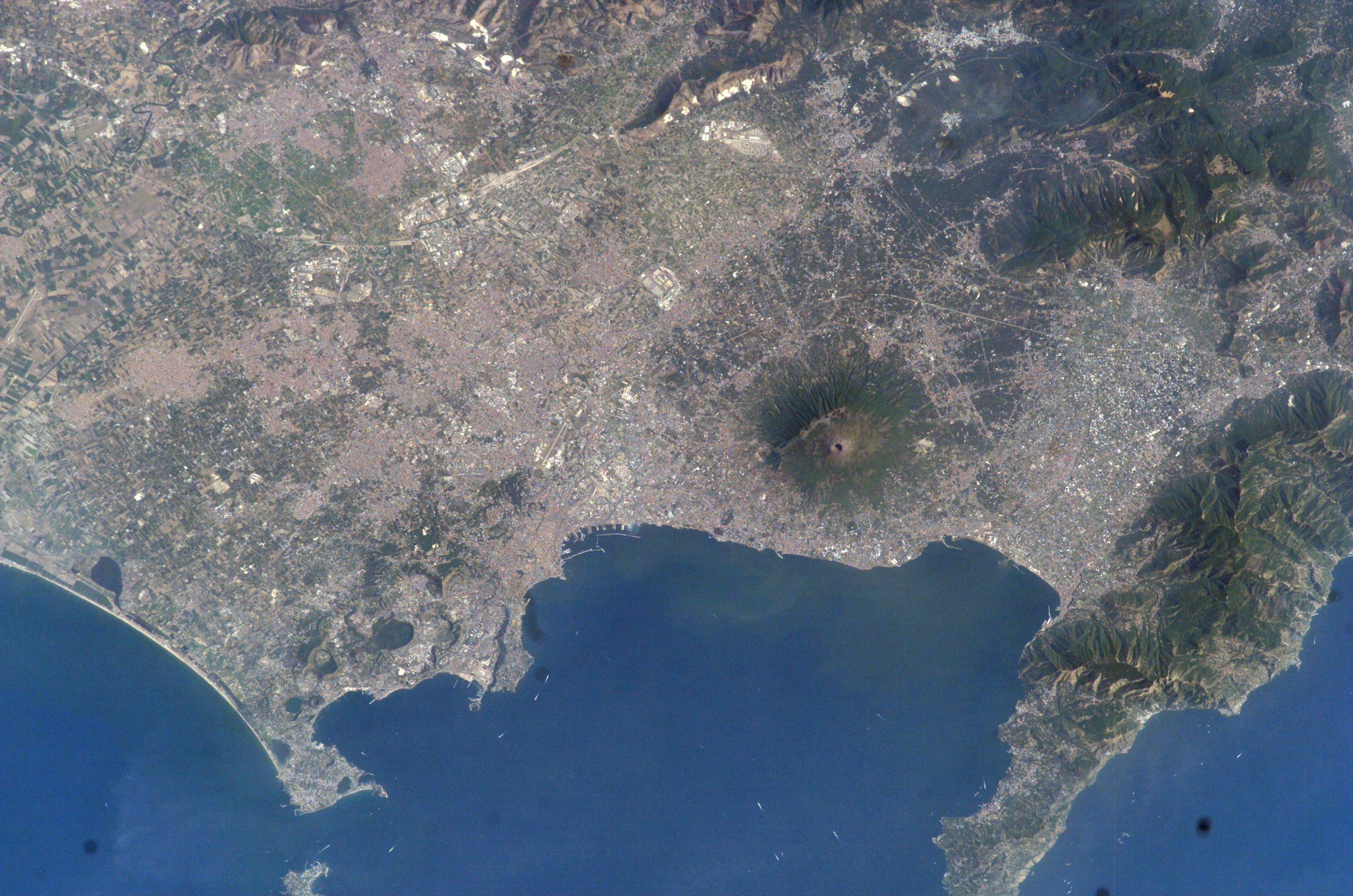
Monte Vesubio y golfo de Nápoles desde el Espacio (NASA).

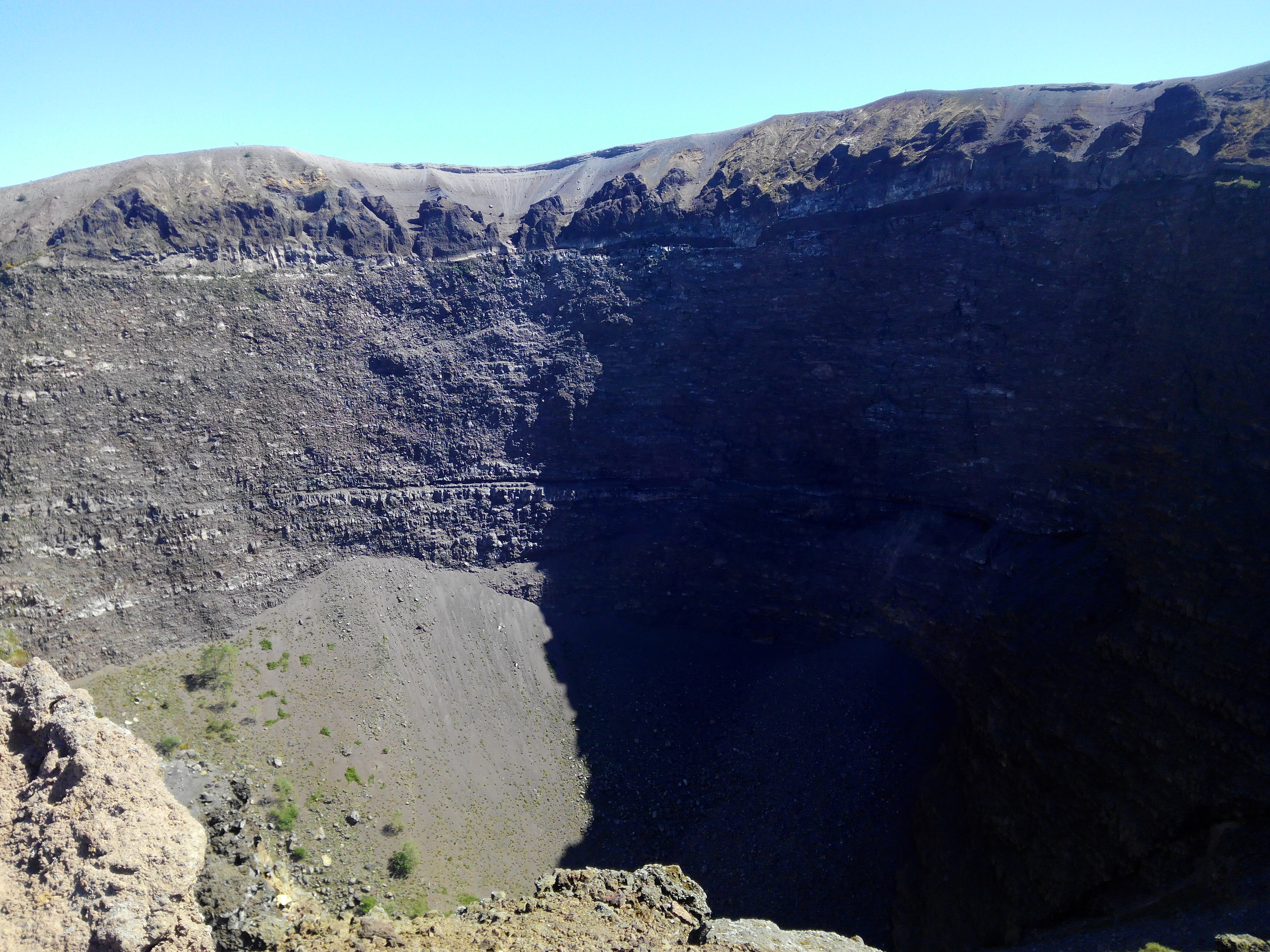
Parte interior del cráter del Monte Vesubio

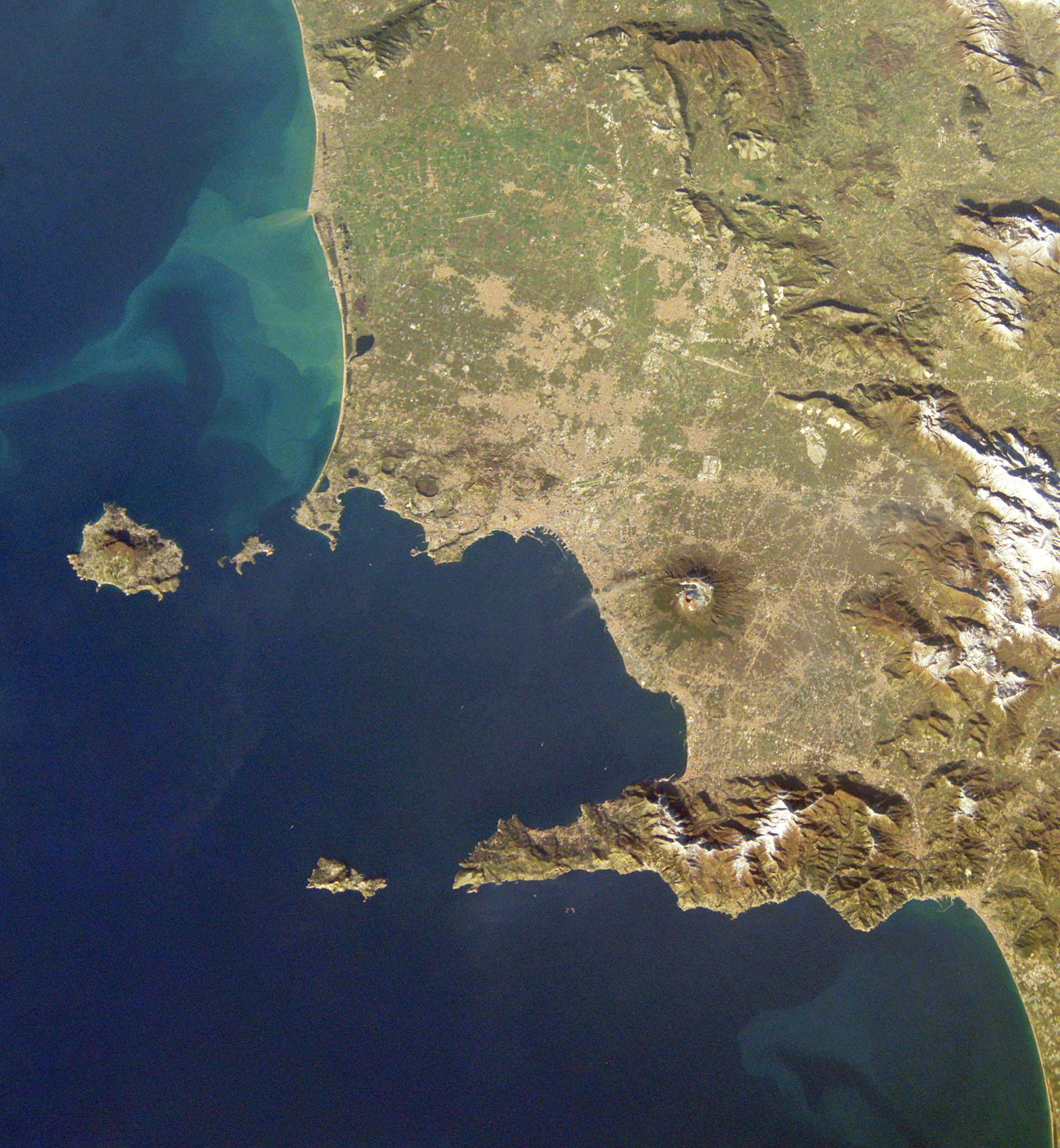
Nápoles y el monte Vesubio desde el Espacio (NASA).

La topografía está formada por dos elementos:
- el monte Somma al norte, rodeando parcialmente la caldera, dentro de la cual se encuentra el cono actual, originada dicha caldera por el derrumbe de una estructura anterior y más elevada.[10]
- el «Gran Cono» se originó durante la erupción del año 79. Por esta razón, al volcán también se le llama Somma-Vesubio.[11]

La caldera comenzó a formarse durante una erupción hace unos 17 000 años (o 18 300), ampliada por antiguas y violentas erupciones concluyendo con la del 79. Esta estructura ha tomado su nombre del término "volcán somma", el cual describe al volcán con una cumbre en caldera rodeada de un cono reciente.
La altura del cono principal ha cambiado constantemente por las erupciones, pero en el presente es de 1281 m s. n. m. El monte Somma tiene 1149 m s. n. m. de alto, y está separado del cono principal por el valle de Atrio di Cavallo, de unos 5 km de extensión. Las laderas de la montaña están marcadas por los flujos de lava, con mucha vegetación, con matorrales en cotas altas y viñedos en las bajas. El Vesubio es un volcán activo, aunque su actividad corriente produzca más que nada vapor emanado desde las grietas al pie del cráter.
El Vesubio es un volcán compuesto, sito en el límite convergente donde la placa africana empieza a ser subducida debajo de la placa euroasiática. Su lava está compuesta de viscosa andesita. Capas de lava, escorias, cenizas, y piedra pómez componen la montaña. En las laderas hay dos domos de lava, surgidos en 1891 y 1895.

### Fauna y flora
Las laderas de la montaña están cubiertas de coladas de lava, generalmente con gran densidad de árboles, con arbustos en altitudes altas y con viñedos en las bajas. Las coladas de lava de la erupción de 1944 son visibles al no estar cubiertas de vegetación.
La fauna del volcán es particularmente interesante, con la presencia del lirón careto, raro en Italia; la garduña, el zorro, el conejo y la liebre. Más de 100 especies de aves se encuentran alrededor del Vesubio, migradoras y no migradoras, invernantes y no invernantes. Las especies más comunes de reptiles son el lagarto verde, Masticophis (un género de serpiente inofensiva) y el geco turco. Hay mariposas diurnas y nocturnas, muy coloridas durante el periodo de floración.
La flora del Vesubio y del monte Somma varía según las estaciones, aunque comparte aspectos comunes, en concreto la fuerte antropización que caracteriza las primeras pendientes de la montaña. La diferenciación consiste en que el cono volcánico está más seco y soleado, con vegetación mediterránea típica compuesta de pinares artificiales y de acebos; mientras que el monte Somma es más húmedo, con una vegetación similar a la de los Apeninos, formada por castaños, robles, alisos, arces y acebos.
La riqueza de la vegetación en la antiguas coladas de lava se debe a la rápida implantación del Stereocaulon vesuvianum, un liquen gris con aspecto de coral que coloniza las lavas enfriadas y prepara el terreno a las otras plantas. Hay 906 especies censadas.
El geógrafo griego Estrabón explica cuáles son a su entender las causas de la fertilidad de la zona:

[...] el monte Vesubio está colonizado en derredor por tierras de cultivo muy hermosas, salvo en su cima, plana casi toda e improductiva; por su aspecto parece ceniza y muestra unas grietas que se abren como poros en la superficie, como si las hubiera consumido el fuego. [...] Se podría conjeturar que, en otro tiempo este territorio fue pasto de las llamas, que albergaba cráteres de fuego y que el fuego acabó por extinguirse por falta de madera. Quizás ésta sea la causa de la fertilidad de su entorno, como en el caso de Catania, donde la parte recubierta de ceniza procedente de las ascuas arrojadas por el fuego del Etna ha producido una tierra muy favorable para la vid. [...] Contiene una sustancia que engrasa tanto las glebas que son quemadas como las que están produciendo frutos. [...] los suelos con exceso de esta grasa sólo servían para la quema, igual que los que contienen sustancias sulfurosas, [...] tras secarse la grasa y extinguirse el fuego transformándose en cenizas se convertían en suelos muy fructíferos.
Estrabón, Geografía v.4.8

## Formación

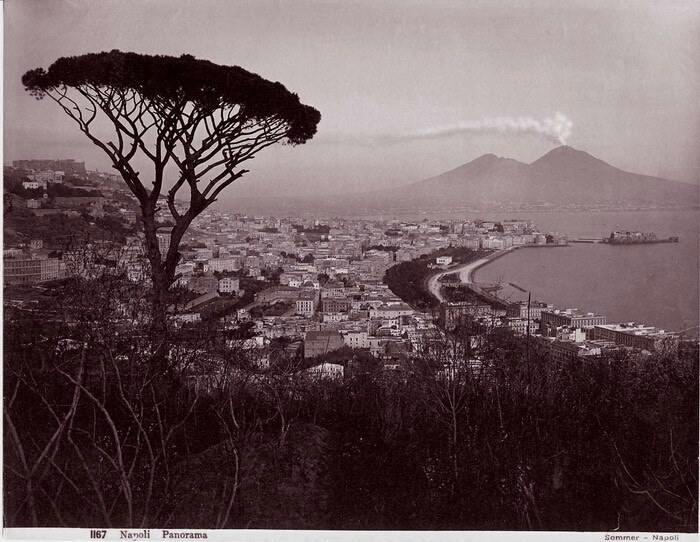
Famosa vista del Vesubio y del histórico Pino de Nápoles con vistas a la ciudad de Nápoles en el, por Giorgio Sommer.

El Vesubio se formó del resultado de la colisión de dos placas tectónicas, la africana y la euroasiática. La primera fue forzada por debajo de la segunda, llegando a mucha profundidad bajo la corteza terrestre. El material de la corteza fue calentado hasta fundirse, formando el magma. Puesto que el magma es menos denso que la roca sólida a su alrededor, es empujado hacia arriba, buscando un lugar más débil en la superficie de la Tierra, rompiéndola y formando el volcán.

## Erupciones

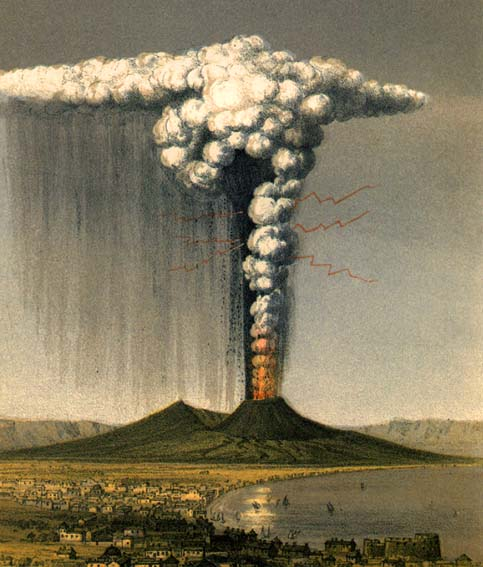
Erupción de 1822, ilustración de George Julius Scrope.

Es famoso por la erupción que en el año 79 sepultó a las ciudades romanas de Pompeya y Herculano, permitiendo conservarlas intactas hasta que se redescubrieron en el siglo XVI, aunque las excavaciones sistemáticas comenzaron en 1738 y 1748, respectivamente. Hoy ambas ciudades son emplazamientos arqueológicos que permiten investigar la cultura romana y la vida de unas ciudades que han permanecido sin alteraciones desde la Edad Antigua. La erupción del año 79 supone, asimismo, la primera descripción histórica de una erupción vesubiana, realizada por Plinio el Joven, poco después de que sucediera. Debido a esto, los volcanes vesubianos son también conocidos como plinianos, y así también, por extensión, ese tipo de erupciones. El Vesubio ha entrado en erupción muchas veces y hoy es considerado como uno de los volcanes más peligrosos del mundo, por la población de 3 000 000 de personas que viven en sus inmediaciones, y la tendencia del Vesubio a tener erupciones explosivas.
Otras erupciones importantes son, secuencialmente, las del 472, 512, en 1631, seis veces en el siglo XVIII, ocho veces en el siglo XIX (notable la de 1872), y en 1906, 1929 y 1944. No ha habido erupciones desde 1944. Las erupciones variaron en gran medida en la gravedad, y se caracterizaron por explosivos estallidos. En ocasiones, las erupciones han sido tan grandes que la totalidad de la Europa meridional ha sido cubierta por cenizas; en 472 y en 1631, las cenizas del Vesubio cayeron sobre Constantinopla (Estambul), cubriendo una extensión aproximada de unos 1600 km. Desde 1944, los desprendimientos de tierras del cráter han levantado nubes de polvo y ceniza, las cuales han provocado falsas alarmas de erupciones.

## Antes del año 79

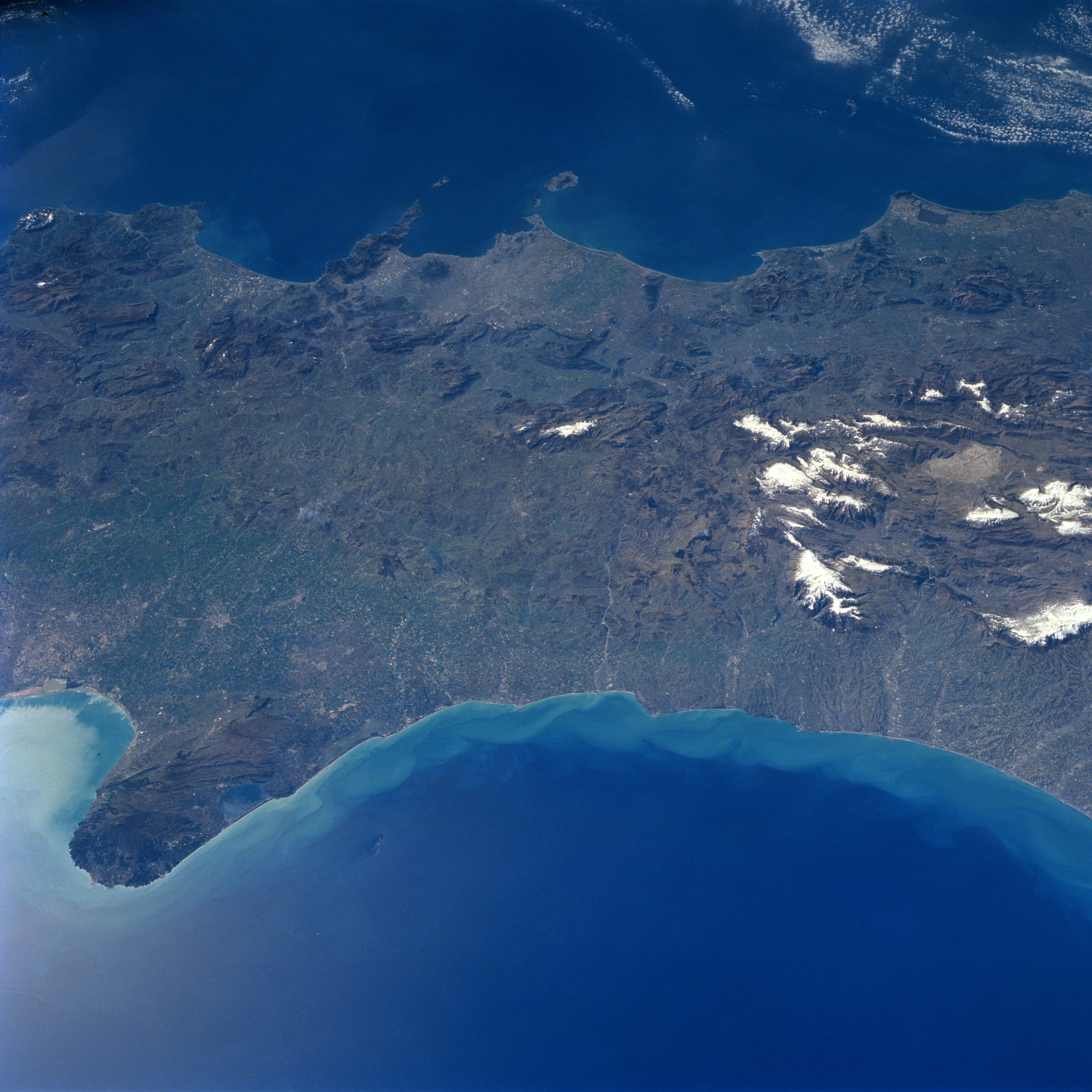
Montes Apeninos y Vesubio desde satélite (NASA).

La montaña comenzó a formarse hace 25 000 años. Aunque la zona ha estado sujeta a la actividad volcánica por lo menos desde hace 400 000 años, la capa más baja de material eruptivo de hace 34 000 años de la montaña Somma yace en lo más alto: la ignimbrita de Campania, roca formada por fragmentos heterogéneos arrastrados por el flujo piroclástico, producida en la compleja llanura Flegrea, y que fue el producto de la Cordola pliniana de la erupción de hace 25 000 años.
Por entonces empezó una serie de flujos de lava más intensos, con una sucesión de erupciones explosivas intercaladas entre ellos. Sin embargo, el tipo de erupción cambió hace unos 19 000 años con una secuencia de grandes y explosivas erupciones plinianas, la última de las cuales fue la del año 79. Desde entonces, las erupciones toman su nombre según los depósitos de tefra que producen:
- La erupción Pumita Básica (Pomici di Base) de hace 18 300 años (IVE 6), fue probablemente la más violenta de estas erupciones y condujo a la formación original de la caldera Somma.
- La erupción Pumita Verde (Pomici verdoline) de hace 16 000 años (IVE 5), seguida de un periodo en el cual hubo varias erupciones productoras de lava.
- La erupción Mercato (también conocida como Pomici Gemelle u Ottaviano) de hace 8000 años (IVE 6), a continuación de una pequeña erupción explosiva de hace unos 11 000 años (llamada la erupción de Lagno Amendolare).
- La erupción Avellino (Pomici di Avellino) de hace 3800 años (IVE 6), precedida de las erupciones de 5960 y 3580 a. C., de las más grandes que ha conocido Europa.
La abertura de la erupción Avellino estaba al parecer 2 km al este del actual cráter. La erupción destruyó varios poblados de la Edad del Bronce. Los restos excelentemente conservados de uno de ellos fueron descubiertos en mayo de 2001 cerca de Nola por arqueólogos italianos, con chozas, cerámica, ganado e incluso huellas de animales y humanos, y tanto cadáveres como esqueletos. Los residentes abandonaron precipitadamente la aldea, dejándola sepultada bajo la pumita y la ceniza, del mismo modo en que ocurriría más tarde en Pompeya. En 2006 científicos italianos informaron del descubrimiento de otro episodio similar producido también por la erupción Avellino en la misma zona y que sepultó a una pequeña población de la Edad del Bronce hacia el año 1780 a. C. Se han recuperado cabañas, enseres y restos de cabras y perros sepultados en aquel entonces, pero solo tres cadáveres humanos. Tanto la disposición de éstos como el gran número de huellas de personas y vacas perfectamente conservadas bajo las cenizas, demuestran que todos los habitantes de la región huyeron en las primeras fases de la erupción volcánica, algo que no sucedería casi 2000 años después.[17]
(en inglés)[18]

Las erupciones más grandes del 79 (IVE 5) y de 1631 (IVE 4), con el aumento de depósitos piroclásticos distribuidos por el noroeste del cráter, y con oleadas viajando hasta 15 km de allí, llegaron hasta el área ahora ocupada por Nápoles.
El volcán en aquella época entró en un estado más frecuente, pero menos violento, de erupciones hasta la más reciente erupción pliniana, la cual destruyó Pompeya.
La última de estas erupciones pudo ser la del 217 a. C. Hubo terremotos en Italia durante aquel año y el sol apareció enturbiado por una neblina o niebla seca. Plutarco escribió que el cielo estaba en llamas cerca de Nápoles y Silio Itálico mencionó en su poema épico Púnica que el Vesubio había tronado y producido llamas dignas del monte Etna en aquel año, aunque ambos autores lo escribieron unos 250 años más tarde. El núcleo helado de Groenlandia prueba que hacia esta época hubo una acidez relativamente alta, lo cual supone que fue por causas atmosféricas, como el sulfuro de hidrógeno.
La montaña estuvo en esta época callada durante cientos de años y fue descrita por los escritores romanos, cubierta con jardines y viñedos, excepto en lo más alto por ser escarpado. A un paso, un gran anfiteatro de precipicios perpendiculares fue un espacio llano lo bastante grande para el campamento del ejército del gladiador Espartaco en el 73 a. C. Esta área fue sin duda un cráter. La montaña probablemente tuvo solo una cumbre en esa época, a juzgar por el fresco "Baco y Vesubio" encontrado en una casa pompeyana, la (Casa del Centenario).
Varias obras escritas más de 200 años antes de la erupción del 79 describen la montaña como de naturaleza volcánica, aunque Plinio el Viejo no la describió así en su Naturalis Historia:
- El historiador griego Estrabón (c. 63 a. C.-24) describió la montaña en el Libro V 4.8 de su Geografía donde dice que la cima es plana en su mayor parte, pero totalmente improductiva y por su aspecto parece ceniza y muestra unas grietas de piedras ennegrecidas en su superficie y conjetura que este territorio en otro tiempo fue pasto de las llamas, que albergaba "cráteres de fuego". Sugirió, perspicazmente, que la fertilidad del entorno podía ser debida a la actividad volcánica, como en el monte Etna. (Véase cita en la sección de Fauna y flora).

- En el Libro II de De Architectura, el arquitecto Marco Vitruvio (c. 80-70 a. C.-?) informó de los fuegos que en su día existieron abundantemente bajo la montaña y que ésta había escupido fuego a los campos circundantes. Hizo una descripción de la pumita pompeyana, formada al ser quemadas otras especies de rocas.[23]

- Diodoro Sículo (c. 90–30 a. C.), otro historiador griego que relató en el Libro IV 21.5 de su Biblioteca Histórica que la llanura de Cimea (de Cime, Cumas, la llanura Cumana), en la costa de Campania, era conocida como llanura Flegrea (Phlegraei Campi según los romanos; flameante, ardiente, son los significados en griego) debido a una colina, el Vesubio, que había vomitado un fuego terrible, casi como el Etna y que quedaban señales del fuego que había ardido en los tiempos antiguos.[16] El llano de Flegra (Phlégra) según la mitología griega, y según algunas fuentes, fue uno de los escenarios de la batalla de Heracles y los Gigantes.

El área tenía entonces, como hoy, una gran densidad de población, con pueblos, ciudades y pequeñas ciudades como Pompeya, y sus laderas estaban cubiertas de viñedos y granjas.

## Erupción del año 79
En el siglo I a. C., Pompeya era solo una de las numerosas ciudades localizadas alrededor de la base del monte Vesubio. El área tenía una considerable población que se hizo próspera por la famosa fertilidad de la región. De las muchas localidades vecinas de Pompeya, la más conocida fue Herculano. También sufrieron daños o la destrucción durante la erupción del 79, que duró cerca de 19 horas, liberando en ese tiempo el volcán cerca de 4 km³ de ceniza y roca sobre una extensa área del sur y sureste del cráter, con cerca de 3 m de tefra cayendo sobre Pompeya. La blanca ceniza pumítica asociada con esta erupción fue principalmente una composición de leucita y fonolita.
Tito era el emperador de Roma en el año 79.

### Señales precursoras
La erupción del 79 fue precedida por un potente terremoto, 17 años antes, el 5 de febrero del 62, que causó la destrucción general alrededor de la bahía de Nápoles, y en particular de Pompeya. Algunos de los daños no habían sido aún reparados cuando el volcán entró en erupción. Sin embargo, este pudo ser un suceso de carácter tectónico en lugar de estar asociado con el redespertar del volcán.
Otro minúsculo terremoto tuvo lugar en el 64; que fue recordado por Suetonio en la biografía de Nerón, en la Vida de los doce Césares, y por Tácito en el Libro XV de Anales. Seísmo que tuvo lugar mientras Nerón estaba en Nápoles ejecutando una canción por vez primera en público en el teatro romano. Suetonio nos recuerda que el emperador continuó cantando durante el terremoto hasta que finalizó la canción; Tácito escribió que el teatro se desplomó poco después de ser evacuado.

Erupción del año 79.

Los romanos se acostumbraron a los débiles temblores de tierra de la región. El naturalista Plinio el Joven escribió que ellos "no estaban en particular alarmados, ya que los temblores eran frecuentes en Campania". A principios de agosto del 79 hubo sacudidas. Pequeños terremotos comenzaron a tener lugar el 20 de agosto del 79, llegando a ser más frecuentes los cuatro días siguientes, pero las advertencias no fueron escuchadas (hay que señalar que los romanos no conocían el concepto de volcán, solo de una vaga idea sobre montañas similares como el monte Etna, hogar de Vulcano), y en la tarde del 24 de agosto, una catastrófica erupción del volcán empezó. La erupción devastó la región, sepultando Pompeya y otras poblaciones. Por casualidad, la fecha era la de la Vulcanalia, el festival del dios romano del fuego.

### Naturaleza de la erupción
La erupción del Vesubio del 24 y 25 de agosto del año 79 se desarrolló en dos fases: una erupción pliniana que duró de 18 a 20 horas y produjo una lluvia de piedra pómez en dirección al sur del cono que aumentó la profundidad en 2,8 m en Pompeya mediante un flujo piroclástico, y una nube ardiente en la segunda, una fase peleana que llegó hasta Miseno y que se concentró en el oeste y el noroeste. Dos flujos piroclásticos sepultaron Pompeya, quemando y asfixiando a los rezagados que permanecieron allí. Oplontis y Herculano recibieron la peor parte de los flujos y fueron enterradas por cenizas y depósitos piroclásticos.

### Los dos Plinios

#### Plinio el Joven
El único testigo ocular superviviente fiable fue Plinio el Joven, quien describe el suceso en una famosa carta remitida al historiador Tácito. Lo observó desde Miseno (latín: Misenum), (cabo junto a Cumas y distante unos 35 km del volcán), mientras que su tío, el gran naturalista Plinio el Viejo, que andaba por terreno peligroso, vio una extraordinariamente densa, cambiante y creciente nube apareciendo encima de la montaña:

Se encontraba en Miseno al mando de la flota. El 24 de agosto, como a la séptima hora, mi madre le hace notar que ha aparecido en el cielo una nube extraña por su aspecto y tamaño. Él había tomado su acostumbrado baño de sol, había tomado luego un baño de agua fría, había comido algo tumbado y en aquellos momentos estaba estudiando; pide el calzado, sube a un lugar desde el que podía contemplarse mejor aquel prodigio. La nube surgía sin que los que miraban desde lejos no pudieran averiguar con seguridad de qué monte (luego se supo que había sido el Vesubio), mostrando un aspecto y una forma que recordaba más a un pino que a ningún otro árbol. Pues tras alzarse a gran altura como si fuese el tronco de un árbol larguísimo, se abría como en ramas; yo imagino que esto era porque había sido lanzada hacia arriba por la primera erupción; luego, cuando la fuerza de ésta había decaído, debilitada o incluso vencida por su propio peso se disipaba a lo ancho, a veces de un color blanco, otras sucio y manchado a causa de la tierra o cenizas que transportaba. A mi tío, como hombre sabio que era, le pareció que se trataba de un fenómeno importante y que merecía ser contemplado desde más cerca.

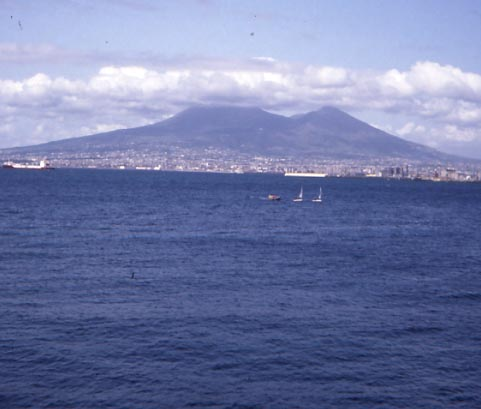
Imagen del Vesubio desde una distancia semejante a la que tuvo que observar Plinio el Joven el día de la erupción y que remite a Tácito en una de sus cartas.

Se calcula en la actualidad que la columna eruptiva tenía más de 32 km de altura.
Luego Plinio el Joven describió la nube precipitándose hacia las laderas de la montaña y cubriendo todo a su alrededor, incluyendo la costa. Esto es conocido hoy en día como un flujo piroclástico: una nube de gas supercaliente, con ceniza y roca, que erupciona desde un volcán. Los geólogos han utilizado las características magnéticas de unas 200 rocas volcánicas y trozos de escombros (por ejemplo tejas) encontrados en Pompeya para estimar la temperatura de este flujo piroclástico (cuando rocas fundidas y solidificadas y minerales magnéticos en las rocas, registran la dirección del campo magnético de la Tierra, si el material es calentado a una cierta temperatura, conocida como punto de Curie o (Tc), el campo magnético puede ser modificado o completamente recompuesto). Muchos de los materiales analizados experimentan temperaturas entre 240 °C y 340 °C (con unas pocas presentando temperaturas de solo 180 °C). Esto indica que la nube de ceniza alcanzó una temperatura de 850 °C cuando emergió de la boca del Vesubio y se enfrió por debajo de 350 °C cuando llegó a Pompeya. La teoría es que la turbulencia puede tener mezclado aire frío en la nube de ceniza. Esto se llama en la actualidad el estado pliniano de la erupción, denominado así por ambos Plinios, el Joven y el Viejo. 
Plinio el Joven manifestó que varios temblores de tierra fueron percibidos en el momento de la erupción y que fueron seguidos por una violentísima sacudida del terreno. También apuntó que la ceniza iba cayendo en espesísimas capas y que la ciudad iba siendo evacuada, y que entonces el sol fue tapado por la erupción y que la luz cedió ante la oscuridad. Además, que el mar fue ocultado y que fue contenido por un "terremoto", un fenómeno que los modernos geólogos llaman tsunami.

#### Plinio el Viejo

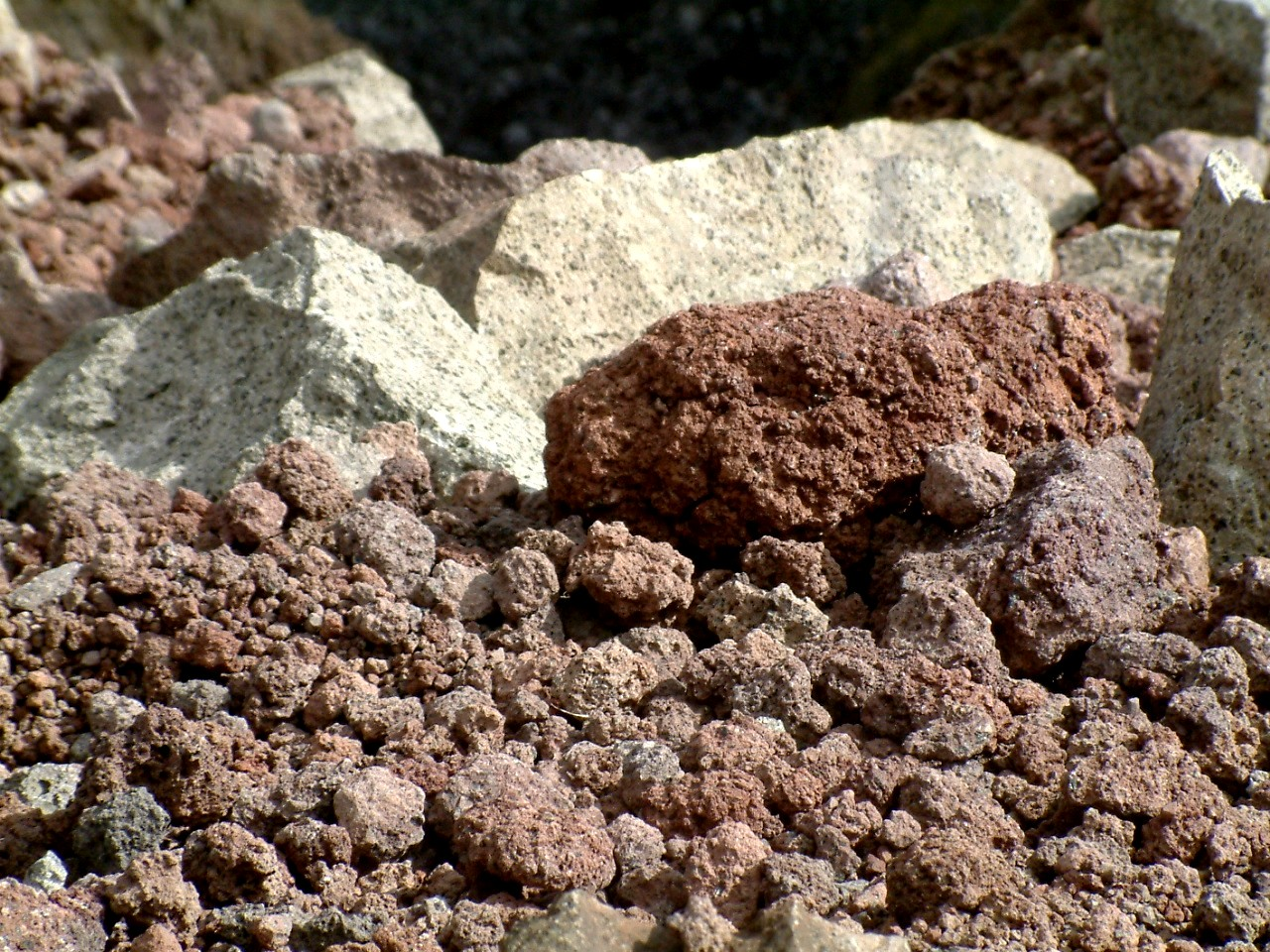
Roca volcánica y piedra pómez.

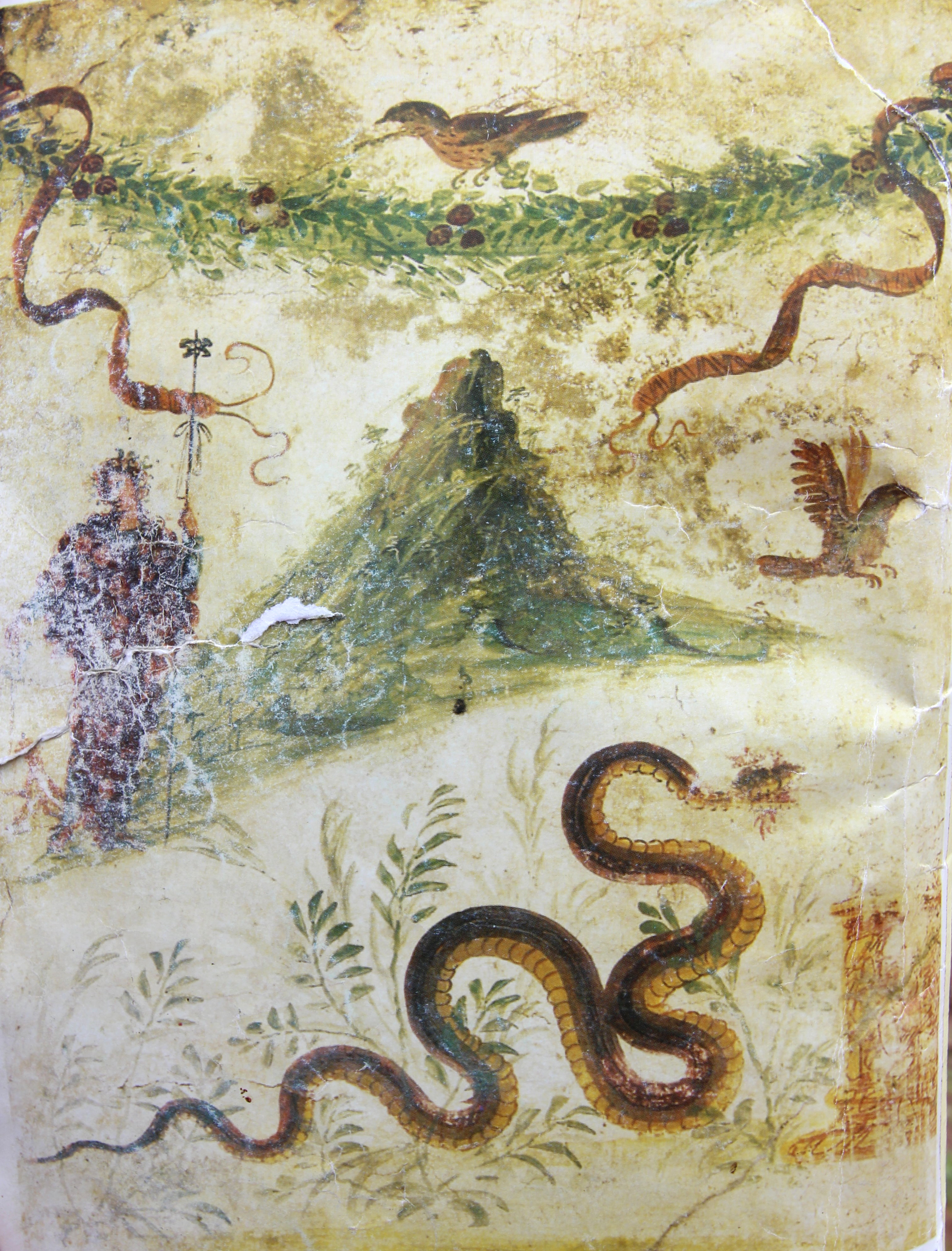
Fresco llamado "Baco y el Vesubio" hallado en la llamada Casa del Centenario en Pompeya. En él se observa una representación del Vesubio cubierto de vegetación, obsérvese como antes de la erupción del 79, el volcán tenía una única cima en lugar de las dos actuales.

El tío de Plinio el Joven, Plinio el Viejo, estaba mientras tanto al mando de la flota romana en Miseno, en el extremo opuesto de la bahía, y decidió fletar varios barcos para investigar el fenómeno a punto de suceder. La flota tuvo además la misión de rescatar a aquellos que permanecían al pie del volcán cuando, estando a punto de partir, un mensajero llegó con la misiva de una amiga de Plinio que vivía en la costa cercana al pie del volcán implorándole que la rescatara. Él salió para cruzar la bahía, pero se encontró con espesas lluvias de cenizas calientes, pedazos de pumita y trozos de roca que, alterando la línea de la costa y las profundidades de las aguas, le obstaculizaron el acceso a la orilla y le impidieron desembarcar allí. El viento del sur reinante también se sumó para impedirle desembarcar, pero siguió hacia el sur hasta Estabia (a unos 4,5 km de Pompeya), donde desembarcó y obtuvo refugio de su amigo Pomponiano. Pomponiano tenía ya cargado un barco con sus posesiones y preparado para partir, pero el viento sopló en su contra.
Plinio y su grupo vieron llamas viniendo desde varias partes de la montaña (probablemente oleadas de flujos piroclásticos, las cuales más tarde destruirían Pompeya y Herculano). Tras quedarse durante la noche, el grupo decidió evacuar a pesar de la lluvia de tefra porque de seguir allí la amenazadora y violenta tierra derrumbaría el edificio. Plinio, Pomponiano y sus compañeros volvieron hacia la playa con almohadas atadas en sus cabezas para protegerlas de la avalancha de rocas. Al mismo tiempo, había tanta ceniza en el aire que el grupo apenas veía a través de la oscuridad y necesitaba antorchas y fanales para encontrar el camino. Llegaron hasta la playa, pero se encontraron con que el agua, para colmo, les interrumpía con violencia por los continuos terremotos, y descartaba la huida sin riesgo por mar.
Plinio el Viejo se desplomó y murió. En la primera carta a Tácito, su sobrino insinúa que fue debido a la inhalación de venenos, sulfurosos o gases. 

Mi tío decidió bajar hasta la playa y ver sobre el lugar si era posible una salida por mar, pero éste permanecía todavía violento y peligroso. Allí, recostándose sobre un lienzo extendido sobre el terreno, mi tío pidió repetidamente agua fría para beber. Luego, las llamas y el olor del azufre, anuncio de que el fuego se aproximaba, ponen en fuga a sus compañeros, a él en cambio le animan a seguir. Apoyándose en dos jóvenes esclavos pudo ponerse en pie, pero al punto se desplomó, porque, como yo supongo, la densa humareda le impidió respirar y le cerró la laringe, que tenía de nacimiento delicada y estrecha y que con frecuencia se inflamaba. Cuando volvió el día (que era el tercero a contar desde el último que él había visto), su cuerpo fue encontrado intacto, en perfecto estado y cubierto con la vestimenta que llevaba: el aspecto de su cuerpo más parecía el de una persona descansando que el de un difunto.

Sin embargo, Estabia que se hallaba a 16 km de la caldera (más o menos donde está la actual ciudad de Castellammare di Stabia) y sus compañeros, no fueron aparentemente afectados por los humos; probablemente dada la corpulencia de Plinio, murió por una causa diferente, quizá de un golpe o un infarto. Su cuerpo fue hallado sin heridas aparentes el 26 de agosto. Después la pluma ha dispersado suficientemente su historia a los cuatro vientos.

### El Vesubio en la literatura
Las primeras excavaciones sistemáticas que se llevaron a cabo en la zona, empezaron en 1748 auspiciadas por el rey Carlos VII de Nápoles, futuro Carlos III de España. El escritor Conde de Fernán Núñez escribió lo siguiente acerca de las consecuencias:

Pompeya pereció en el gran terremoto acaecido en tiempo de Nerón, el 5 de febrero de 63, en el cual padeció también mucho Herculanum, que fue sumergido por la lava y las cenizas del Vesubio en la gran erupción acaecida en 4 de agosto de 79, en tiempo del emperador Tito. Esta erupción es la que describió con la mayor elegancia Plinio el Menor, que fue testigo ocular de ella, y cuyo tío Plinio el Mayor, el naturalista (que era general de la armada romana que cruzaba siempre las costas de Sicilia), pereció en ella, queriendo acercarse a tierra para socorrer a los desgraciados habitantes de las faldas del monte. Fue tal la fuerza de esta erupción y la cantidad de cenizas que arrojó de sí el volcán, que no sólo llegaron a Roma, sino a Asia y a Siria, y ellas acabaron de cubrir las ruinas de Pompeya.

Pero esas excavaciones comenzaron por unas razones, que bien relata en su testimonio de lo ocurrido:

Hacía ya mil seiscientos cuarenta y un años que estaba Herculano sepultado y nadie pensaba en verlo, cuando el Príncipe d'Elbeuf, que construía una casa de campo al pie del Vesubio en 1720, buscando para ella unos mármoles, encontró en las inmediaciones algunos ya trabajados, que le empeñaron en buscar otros. No sólo los halló sino que descubrió algunas estatuas antiguas, que regaló al Príncipe Eugenio de Saboya, y continuó en ir sacando. Pero viendo el Rey Carlos que, según todas las noticias antiguas, aquellas ruinas podían ser parte de las dos ciudades Pompeya y Herculanum, cuya situación era: la primera hacia la Torre del Greco y la segunda entre ésta y Nápoles; creyó que era necesario todo el poder y medios de un soberano para hacer con utilidad este descubrimiento, que tanto podía interesar a la literatura y a las artes, y así, satisfaciendo al príncipe sus gastos y comprando el terreno, emprendió a toda costa la excavación bajo la dirección de personas hábiles que en esta obra, digna de un monarca, han dado impresa a Europa la colección más interesante y completa que puede imaginarse, y que van continuando. La excavación de Herculanum se empezó en 1750. Unos paisanos hallaron después de esta época las ruinas de Pompeya.

### Víctimas de la erupción

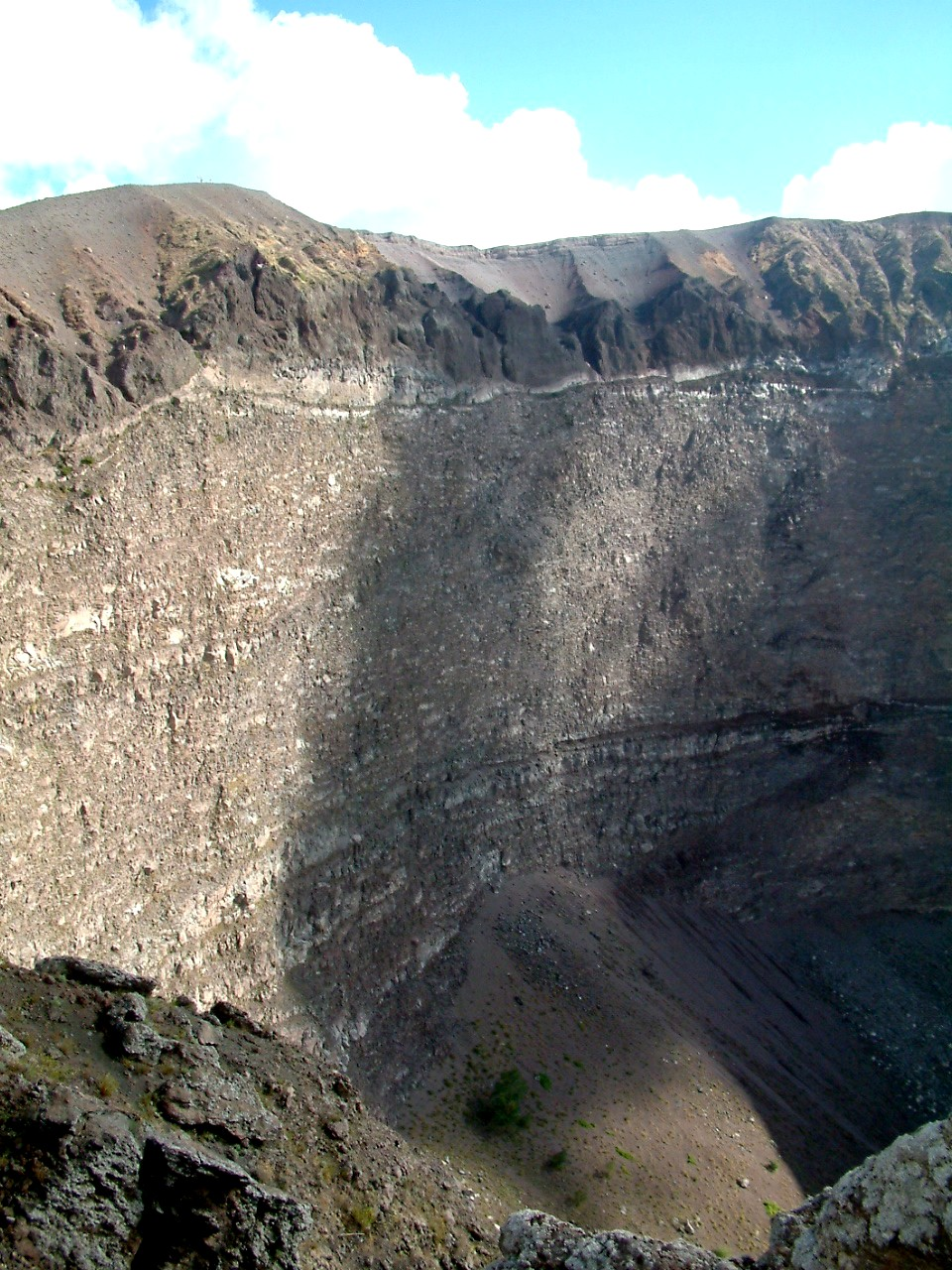
El interior del cráter.

Se estima que en Pompeya vivían de 10 000 a 25 000 personas, mientras que Herculano alcanzaba solamente una población de unos 5000 habitantes. No se sabe exactamente cuánta gente pereció por la erupción, aunque han sido recuperados unos 1150 restos de cuerpos. Para afinar la cifra habría que hacer moldes con sus impresiones en los depósitos de ceniza y los alrededores de Pompeya. En Herculano se han hallado restos de unos 350 cuerpos (300 en criptas abovedadas descubiertas en 1980). Sin embargo, estos números podrían indicar un enorme e infravalorado número del total de muertes en la región afectada por la erupción.
El 38 % de las víctimas de Pompeya se encontraron en los depósitos de ceniza; la mayoría dentro de edificaciones. Se cree que murieron principalmente por el derrumbe de los tejados. Fuera de los edificios se encontró un escaso número de víctimas, que probablemente murieron por caídas de tejas o de grandes rocas proyectadas por el Vesubio. Esto difiere de la experiencia actual, puesto que en los últimos cuatrocientos años solo un 4 % de las víctimas murieron por lluvia de cenizas durante erupciones explosivas. El 62 % restante de fallecidos hallados en Pompeya lo fueron por las oleadas de depósitos piroclásticos y, por tanto, sucumbieron debido a ellas; probablemente por una combinación de asfixia, durante la inhalación de ceniza, y a causa de la onda expansiva y los escombros proyectados a su alrededor. En contraste con las víctimas halladas en Herculano, el examen de la ropa, de los frescos y de los esqueletos demuestra que es poco probable que las altas temperaturas fueran una causa significativa.
Herculano, mucho más cercana al cráter, se salvó de la avalancha de tefra gracias a la dirección del viento, aunque quedó sepultada bajo 23 m de material depositado por oleadas piroclásticas. Es probable que la mayoría (o todas las víctimas de esta ciudad) murieran por dichas oleadas, particularmente por las pruebas de las altas temperaturas halladas en los esqueletos de las víctimas encontradas en las criptas abovedadas del antiguo puerto, y la existencia de madera carbonizada en muchos de los edificios.
Pompeya y Herculano nunca fueron reconstruidas, aunque sobrevivieron habitantes de dichas ciudades y probablemente los saqueadores emprendieron un intensivo y salvaje trabajo tras las destrucciones provocadas por el volcán. La erupción cambió el curso del río Sarno y levantó la playa, razón por la que Pompeya no tiene hoy ningún río ni está adyacente a la costa.
La localización de las ciudades fue olvidada hasta su accidental redescubrimiento en el siglo XVIII. El propio Vesubio ha experimentado grandes cambios: sus laderas están desprovistas de vegetación y su cumbre se ha modificado en gran medida, debido a la fuerza de la erupción.

### Fecha de la erupción
La erupción del año 79 fue documentada por historiadores contemporáneos y se acepta universalmente que comenzó el 24 de agosto. No obstante, las excavaciones arqueológicas de Pompeya indican que la ciudad fue enterrada un par de meses después. Por ejemplo, apareció gente enterrada que llevaba puesta ropa abrigada, cuando en agosto deberían vestir ropa ligera. La fruta fresca y los vegetales de las tiendas son típicas de octubre, y en cambio la fruta estival que tendría que ser propia de agosto estaba ya vendida, seca o en conserva. Las jarras de vino fermentado habían sido selladas, lo que tenía lugar hacia el final de octubre. Las monedas encontradas en el bolso de una mujer sepultada en ceniza incluían una pieza conmemorativa que habría sido acuñada a finales de septiembre. 

## Últimas erupciones

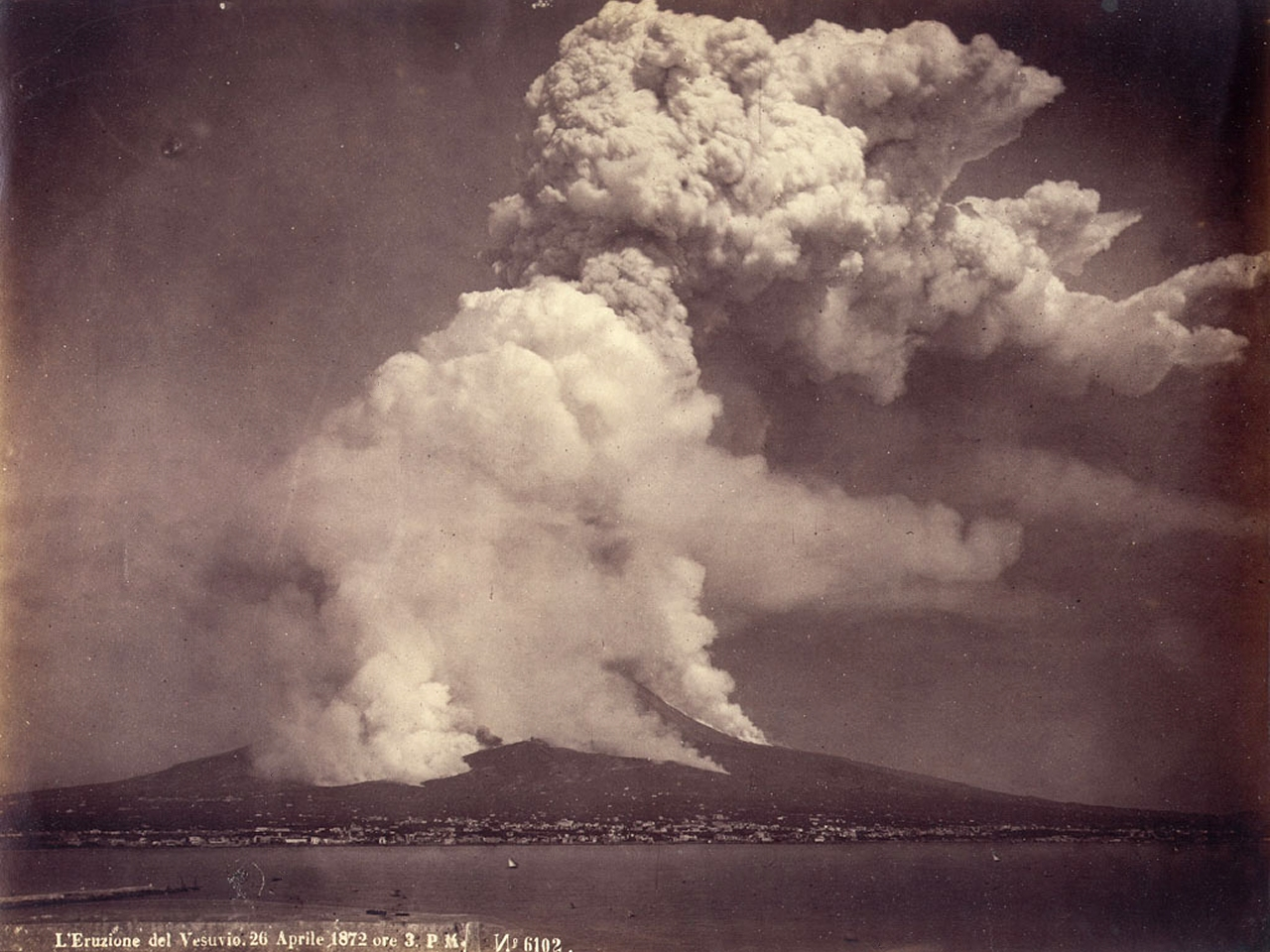
Erupción de 1872.

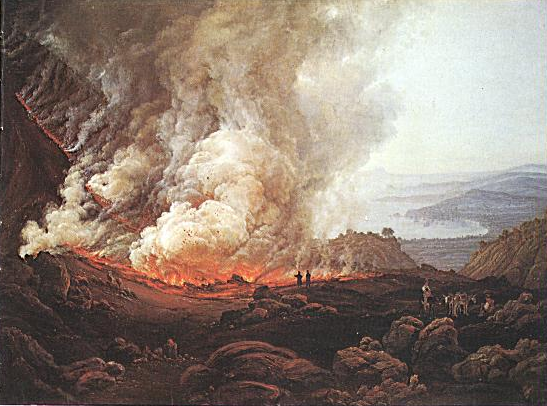
J.C. Dahl: El Vesubio en erupción (1826) - Pintura.

Desde la erupción del 79, el Vesubio ha erupcionado unas tres docenas de veces. Erupcionó en el 203, durante la vida del historiador Dión Casio. En el 472, lanzó un volumen de ceniza tal que la lluvia de ceniza llegó hasta Constantinopla. Las erupciones del 512 fueron tan intensas que a los habitantes de las laderas del Vesubio Teodorico el Grande, el rey godo de Italia, les concedió la exención de impuestos. Las posteriores erupciones se registraron en el 787, 968, 991, 999, 1007 y 1036 con el primer flujo de lava registrado. El volcán estuvo inactivo hasta el final del siglo XIII y en los siguientes años fue de nuevo cubierto con jardines y viñedos como lo fuera en la antigüedad. Incluso dentro del cráter, que fue rellenado con macizos de arbustos.
El Vesubio entró en una nueva y particularmente destructiva fase en diciembre de 1631, cuando una importante erupción sepultó muchas poblaciones bajo los flujos de lava, matando a unas 3000 personas. Torrentes de agua hirviendo fueron también expulsados, sumándose a la devastación. A partir de entonces la actividad llegó a ser casi continua, con erupciones relativamente importantes ocurridas en 1660, 1682, 1694, 1698, 1707, 1737, 1760, 1767, 1779, 1794, 1822, 1834, 1839, 1850, 1855, 1861, 1868, 1872, 1906, 1926, 1929 y 1944. La erupción de 1906 fue especialmente destructiva, matando a unas 100 personas y expulsando la mayor cantidad de lava, casi nunca registrada en una erupción vesubiana. La mayor erupción desde 1906 fue en marzo de 1944, destruyendo las poblaciones de San Sebastiano al Vesuvio, Massa di Somma y parte de San Giorgio en Cremano, así como toda una escuadra de 88 bombarderos B-25 de la USAF, durante la Segunda Guerra Mundial.
El volcán ha estado inactivo desde 1944. En el pasado, durante unos pocos siglos, el estado de inactividad ha variado de 18 meses a 7 años y medio, siendo el periodo actual de calma el más largo de los últimos 500 años. En la medida en que el Vesubio permanezca inactivo en el futuro cercano, aumentará la probabilidad de que el peligro planteado por futuras erupciones sea significativamente mayor. Esto se debe a la tendencia del volcán a experimentar explosiones repentinas y extremadamente violentas, así como a la alta densidad de población humana que reside en las áreas circundantes de la montaña.

## El futuro

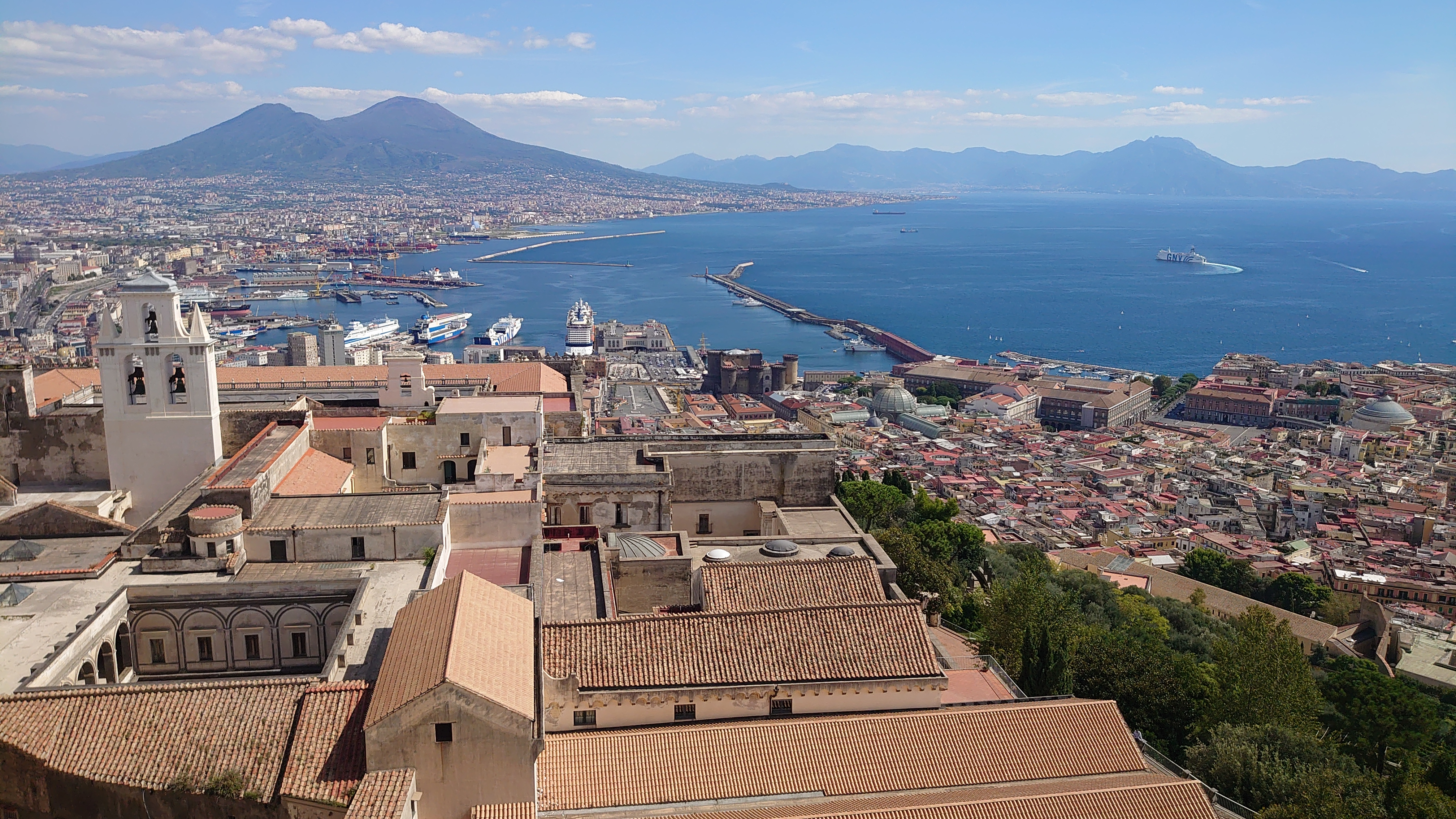
La ciudad de Nápoles con el Vesubio dormitando y vigilando la ciudad.

Las grandes erupciones plinianas que expulsaron cantidades de magma que rondaban el kilómetro cúbico, la más reciente de las cuales arrasó Pompeya, han sucedido tras periodos de inactividad de unos pocos miles de años. Las erupciones subplinianas que producían cerca de 0,1 km³, como las erupciones de 472 y 1631, han sido más frecuentes con una diferencia de unos pocos cientos de años entre ellas. Desde la erupción de 1631 hasta la de 1944, cada pocos años se ha visto que, comparativamente, una erupción pequeña emitía 0,001-0,01 km³ de magma. Esto parece mostrar que la cantidad de magma expelida por el Vesubio en una erupción aumenta y linealmente de manera aproximada a razón de unos 0,001 km³ cada año. Esto otorga una cifra extremadamente aproximada de 0,06 km³ por erupción tras 60 años de inactividad.
El magma que ha estado almacenado en una cámara magmática durante muchos años comenzará ascender y los constituyentes con un mayor punto de fusión empezarán a cristalizar. El efecto será el aumento de la concentración de gases disueltos (en su mayoría vapor y dióxido de carbono) en el magma líquido restante, provocando que la erupción sea más violenta. Cuando el magma rico en gases accede a la superficie durante una erupción, la enorme caída de presión causada por la disminución de peso de la capa rocosa que lo cubre (que llega a ser cero en la superficie) provoca que los gases salgan de la solución, con el volumen del gas aumentando explosivamente, desde un volumen mínimo a uno varias veces el del magma que acompaña. Además, la eliminación de los materiales de menor punto de fusión elevará la concentración de componentes félsicos, como la de silicatos, que pueden aumentar la viscosidad del magma, y confiriendo un carácter explosivo a la erupción.

### Plan de emergencia
El plan de emergencia ante una erupción asume por todo ello que el peor escenario posible sería una erupción similar en tamaño y tipo a la de 1631 (IEV 4). En este escenario, las laderas del Vesubio, extendiéndose hasta unos 7 km desde el cono, estarían expuestas a flujos piroclásticos que podrían barrerlas, mientras que gran parte del área circundante podría sufrir lluvias de tefra. Por los vientos imperantes, las ciudades del sur y este del volcán se encuentran la mayoría en situación de riesgo, y se da por sentado que la acumulación de tefra pueda exceder los 100 kg/m² —que conlleva el riesgo del derrumbe de tejados— pudiendo extenderse el peligro hasta Avellino al este y Salerno al sureste. En dirección a Nápoles, al noroeste, se asume que esta peligrosa lluvia de tefra apenas se extenderán más allá de las laderas del volcán. El área específica realmente afectada por nubes de ceniza dependerá de las circunstancias particulares que acompañen a la erupción.
El plan de emergencia está concebido para una duración de entre dos semanas y veinte días, y prevé la evacuación de 600 000 personas aproximadamente, casi todas las que viven en la zona rossa ("zona roja"), dado el enorme riesgo de flujos piroclásticos. La evacuación por trenes, transbordadores, coches y autobuses está planeada para acometerse en unos 7 días, y los evacuados serán enviados, principalmente, a otras regiones del país en lugar de a otras zonas seguras de la Campania, y puede ser que tengan que permanecer en ellas varios meses. Sin embargo, el dilema al que podría enfrentarse la implementación del plan es el de cuándo iniciar la evacuación; si se inicia demasiado tarde mucha gente moriría, y si anticipa demasiado, el inicio de la erupción podría ser una falsa alarma. En 1984, 40 000 personas fueron evacuadas del área de los Campos Flégreos, en otro complejo volcánico próximo a Nápoles, pero no hubo erupción.
La zona roja (a su vez subdividida en 5 zonas intermunicipales) se extiende en 200 km a la redonda y comprende 18 localidades de la zona vesubiana, que son las que mayor riesgo corren en caso de erupción. Los municipios afectados por el plan nacional son: Boscoreale, Boscotrecase, Cercola, Ercolano, Massa di Somma, Ottaviano, Pollena Trocchia, Pompeya, Portici, Sant'Anastasia, San Giorgio a Cremano, San Giuseppe Vesuviano, San Sebastiano al Vesuvio, Somma Vesuviana, Terzigno, Torre Annunziata, Torre del Greco y Trecase. Los esfuerzos en curso van encaminados a reducir la población residente en la «zona roja», demoliendo las edificaciones construidas ilegalmente, estableciendo un parque nacional en torno a los lados superiores del volcán para prevenir la construcción de más edificios y ofreciendo beneficios fiscales a la gente que se mude. La meta es reducir el tiempo necesario para evacuar la zona, intentando que en unos 20 o 30 años se pueda realizar en dos o tres días.
El volcán está monitorizado de forma exhaustiva por el Observatorio Vesubiano mediante una gran red de estaciones sísmicas y gravimétricas, en combinación con una variedad de GPS geodésicos, satélites y radares de apertura sintética SAR para medir movimientos de tierra, y con mediciones locales y análisis químicos de los gases emitidos por las fumarolas. Todo esto está pensado para seguir la pista al magma situado bajo el volcán. Hasta el momento, el magma fue detectado a menos de 10 km de la superficie en 2001, a pesar de que el volcán estaba solo en los primeros estadios de preparación de una erupción. Aparentemente este estado no ha cambiado significativamente, y la temperatura de los gases de las fumarolas desciende, lo que hace que se encuentre en un estado de alerta básico.

## Observatorio Vesubiano

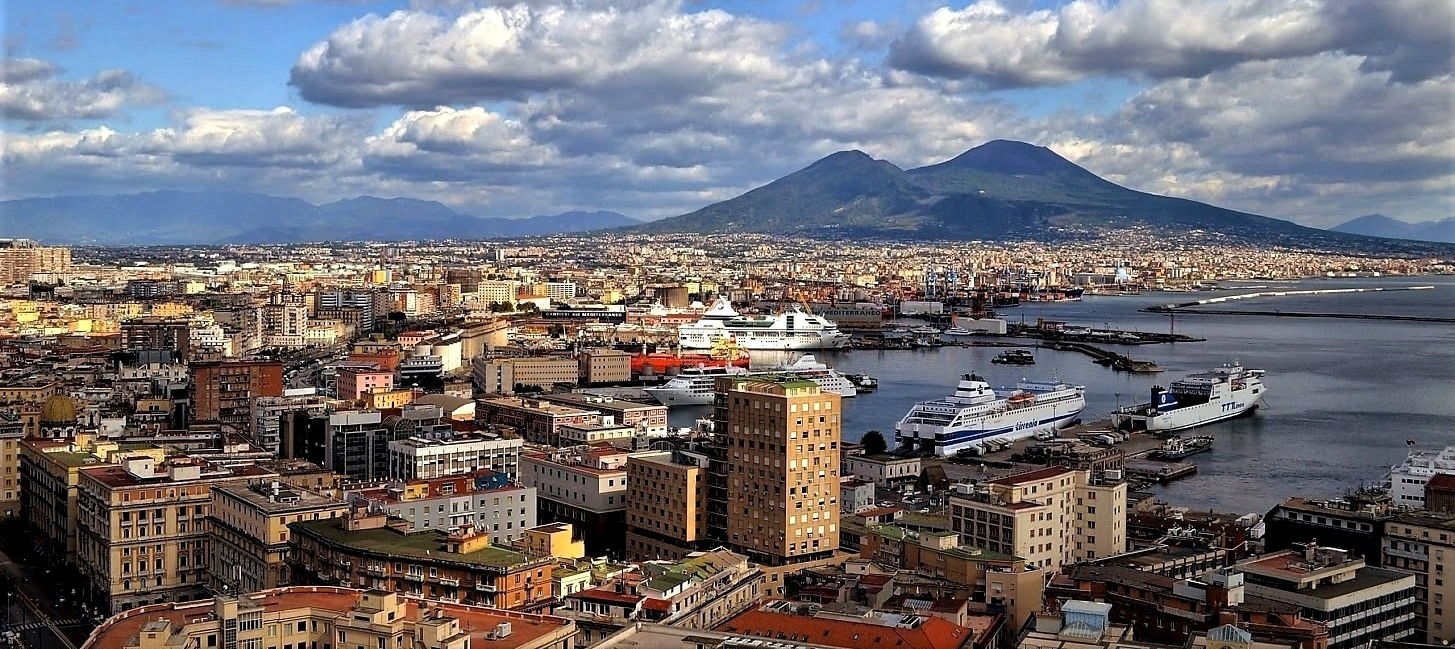
Nápoles

El Observatorio Vesubiano (Osservatorio Vesuvio) es un instituto público de investigación que depende del Ministerio de la Universidad y la Investigación de Italia. Desde 2001 es una rama del Instituto nacional italiano de geofísica y vulcanología, que se encarga particularmente de seguir la actividad volcánica de los tres volcanes que amenazan a la región de Campania, el monte Vesubio, los Campos Flégreos e Isquia.
Fue fundado en 1841 y es el más antiguo del mundo en el campo de la vulcanología. Fue creado por orden del rey Fernando II de las Dos Sicilias. Su construcción empezó en 1841 y finalizó en 1845. El edificio principal se encontraba sobre las faldas del volcán, a unos 600 m de altitud. Hoy en día, el antiguo edificio se ha transformado en una biblioteca histórica, y el centro de investigación se ha trasladado al barrio de Fuorigrotta, en Nápoles.

## Actividades

### El antiguo funicular
En 1870, el ingeniero húngaro Ernesto Emanuele Oblieght confió a Galanti, Sigl y Wolfart el proyecto de construir un sistema que permitiera subir sentado confortablemente a la cima del Vesubio. Los tres expertos concibieron un funicular de cuya realización se hizo cargo el ingeniero Emilio Olivieri de Milán. El 21 de diciembre de 1878, el Estado otorgó a Oblieght una concesión de 9700 m² durante 30 años, con un montante de 150 liras por año, y obtuvo la autorización para realizar su proyecto. Los trabajos se terminaron un año y medio más tarde con un coste de 43 500 liras. El 6 de junio de 1880, hacia las 17 h, el funicular del Vesubio fue inaugurado. En esta época consistía en el único medio de transporte que permitía subir a un volcán activo: 830 m de longitud, con un porcentaje de 45 a 63 % de desnivel en 390 m sobre la cara suroeste. El 10 de junio se abrió al público.
El 13 de diciembre de 1886, Oblieght cedió, como estaba previsto, la concesión y la gestión de la empresa por un monto de 1 200 000 liras a los franceses de la Sociedad anónima del funicular del Vesubio. En aquella época, 300 turistas experimentaban cada día la subida al volcán. Sin embargo, la empresa, endeudada por los costes de mantenimiento y los escasos ingresos, fue obligada a ceder la concesión a la Thomas Cook and Son Company, por 170 000 liras, el 24 de noviembre de 1888. John Mason Cook, heredero a la muerte de su padre en 1892, debió hacer frente a las presiones financieras y a los sabotajes de los guías locales. La nueva línea férrea Pugliano-Vesubio, construida en 1903, contribuyó a duplicar el número de turistas transportados al cráter. La compañía tuvo que reemplazar la instalación por una más moderna para incrementar su capacidad: el número de asientos pasó de 10 a 18
Pero la erupción del 7 y 8 de abril de 1906 destruyó las estaciones de salida y llegada, el restaurante, los equipamientos y los dos nuevos vagones, enterrados bajo 20 o 30 m de cenizas. La vía férrea quedó dañada y el volcán transfigurado. Sin embargo, fue reconstruido y en 1909 un nuevo funicular entró en servicio, gracias al proyecto de Enrico Treiber. 
El 12 de marzo de 1911, una nueva erupción precisó, en poco menos de un año, la reparación de la estación superior. La instalación funcionó de nuevo a pleno rendimiento y se libró de la erupción de 1929. Los hermanos Cook se retiraron en 1928 y cedieron una parte del negocio a la Sociedad anónima de ferrocarriles del Vesubio. Finalmente, después de 1944, el funicular, irreparablemente dañado fue abandonado.
En 1951 se acordó un contrato con Von Roll, de Berna, para construir un telesilla, por únicamente tercio del precio potencial de la reconstrucción del funicular, utilizando la estación de salida. Fue inaugurado el 8 de julio de 1953 y fue el primero en Italia en presentar asientos dobles, ofreciendo una capacidad de 1000 personas por día. Fue detenido en 1984, después de haber transportado alrededor de 100 000 turistas, la mitad extranjeros, porque se probó que era inapropiado para grupos.
Un plan de reconstrucción del funicular, realizado por el arquitecto Nicola Pagliara, fue aprobado en 1988. Los trabajos comenzaron en noviembre de 1991, pero fueron parados poco tiempo después, mientras que los vestigios de los vagones de 1909 salían a la luz.

### Acceso y ascensión
La cumbre del Vesubio está abierta a los visitantes y existe una pequeña red de senderos alrededor de la montaña que es conservada por las autoridades del parque.
Es posible acceder por una carretera asfaltada de 13 km desde Ercolano, cerca del peaje de la autopista Nápoles-Salerno, hasta una distancia de 200 m de la cima; aunque el último tramo solo se puede hacer a pie: hay un camino en espiral en torno al cono, desde la carretera hasta el cráter.
El 23 de mayo de 1990 la tercera etapa del Giro de Italia tuvo la llegada en el Vesubio. Venció el ciclista español Eduardo Chozas. En el Giro de Italia 2009 la antepenúltima etapa también acabó allí, siendo el español Carlos Sastre el vencedor de dicha etapa.

### Protección medioambiental
El área de unos 135 km² alrededor del Vesubio fue oficialmente declarada parque nacional el 5 de junio de 1995 con el nombre de Parco Nazionale del Vesuvio (Parque nacional del Vesubio). El objetivo es preservar la fauna y la flora, las asociaciones medioambientales, las particularidades geológicas, las formaciones paleontológicas y los biotopos en general. Su misión es también gestionar y representar el patrimonio antropológico, arqueológico, histórico y arquitectónico, la educación y la investigación.
Las autoridades del parque hacen frente a las dificultades del no respeto a las leyes que prohíben la construcción de edificios en la zona protegida.

### Agricultura y artesanía

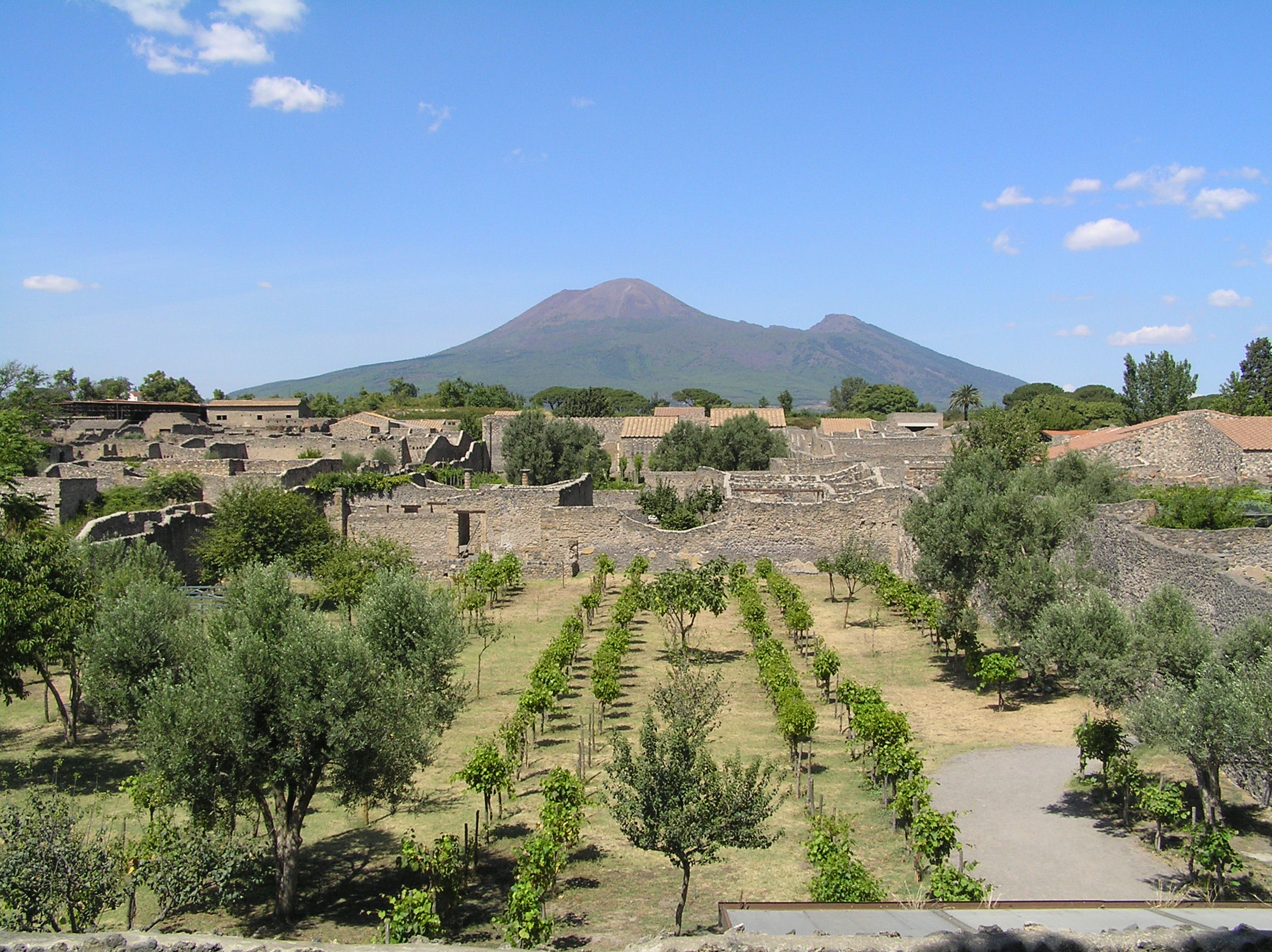
Pompeya: tierra fértil al pie del volcán.

La agricultura está muy desarrollada debido a la riqueza en minerales del suelo, del buen drenaje y al clima mediterráneo. Entre los numerosos frutos cultivados figuran el albaricoque (en especial las especies Pellecchiella, Boccuccia liscia, Boccuccia spinosa, Cafona y Carpone) y la cereza (Ciliegia Malizia o Ciliegia del Monte), producida sobre todo al pie del monte Somma. Otros productos típicos son los Pomodorini da serbo, pequeños tomates redondos con un gusto ligeramente acidulado debido a la concentración de azúcar y de sales minerales. Se sirven secos (piennolo) o en salsa. Desde la Antigua Roma, el lugar es famoso por sus vinos tintos, rosados y blancos: se cultivan las uvas Falanghina del Vesubio, Coda di volpe (localmente llamada Caprettone), la Catalanesca, y la Piedirosso que sirve para producir el vino Lachryma Christi («lágrimas de Cristo»). De hortalizas se cultivan el hinojo, la judía verde y el brócoli (una variedad del grelo, localmente llamada 'Friariélle') que sirven de acompañamiento en la cocina local. De frutos secos se producen, la nuez, la castaña y la avellana. La producción de miel es muy importante.
La artesanía local se remonta a la antigüedad y se mezcla con frecuencia con el arte tradicional, muy vivo. Emplea materiales y técnicas variadas: coral en camafeos, caliza y cobre son montados, tallados, grabados y promovidos a nivel internacional.

### Geotermia
En 1987, la sociedad italiana Agip efectuó una perforación en una de las vertientes del Vesubio para intentar convertir el calor interno del volcán en energía eléctrica. A pesar de la profundidad de la excavación, que sobrepasó la base del volcán, no fue captada ninguna fuente térmica. Sin embargo, en 2001, se localizó magma a 10 km bajo la superficie.